# Джафаров, Шамиль Талыб оглы
Шамиль Талыбович (Талыб оглу) Джафаров (азерб. Şamil Talıb oğlu Cəfərov; 10 апреля 1929, Ганджа — 23 января 1990, Баку) — заслуженный инженер Азербайджанской ССР, нефтяник, конструктор, инициатор раздельной эксплуатации нефтяных скважин, автор более чем 45 изобретений в нефтяной промышленности, генеральный директор ВПО «Союзнефтемаш», создатель и бессменный руководитель ОКБ «Нефтемаш».

## Биография
Родился 10 апреля 1929 года в городе Гянджа в сельской семье. Учился в школе № 32 города Баку, с 1941 года — в школе № 7 в Гяндже. В 1948 году окончил Бакинский энергомашиностроительный техникум по специальности «машиностроение», в 1953 — нефте-механический факультет Азербайджанского индустриального института по специальности «технологии машиностроения».
Одновременно в 1951—1955 годы работал инженером в Азербайджанском научно-исследовательском институте по добыче
нефти (ныне АзНИПИнефть) в лаборатории РПА, которая реализовывала предложения Фирудина Ахундова.
В 1955—1966 годы работал в Азербайджанском научно-исследовательском нефте-машиностроительном институте инженером, затем заместителем директора по научной работе. Под его руководством были созданы глубинные насосные устройства, эксплуатационные
пакеры разного вида и другие скважные оборудования. По его инициативе в 1966 году распоряжением Совета Министров СССР в Баку создано «Особое конструкторское бюро по раздельной эксплуатации нефти», которым он руководил более 20 лет. В 1966—1974 годы на Бакинских машиностроительных заводах были произведены скважинные оборудования разного типа, спроектированные в Особом
конструкторском бюро, применявшиеся во всех нефтегазодобывающих регионах СССР.
С 1974 года — генеральный директор Сураханского машиностроительного завода; объём производства в короткие сроки был увеличен на 75 %.
С 1986 года руководил республиканским методическим центром качества при Совете Министров Азербайджанской ССР. С 1988 года возглавлял ВДНХ Республики.
Скончался 23 января 1990 года от обширного инфаркта. Похоронен на кладбище в Хырдалане.

## Научная деятельность
Автор более 35 научных трудов по различным аспектам нефтяного машиностроения, техники и технологии эксплуатации нефтяных месторождений, многих научных статьей, изобретений, массовых технических вопросников, каталогов. Член редакционного состава журнала нефтяного хозяйства Азербайджана.

### Избранные труды
- Оборудование для одновременной раздельной эксплуатации нефтяных и нагнетательных скважин. — М. : [б. и.], 1971.
- Безопасное ведение работ при раздельной эксплуатации пластов одной скважиной. — М.: Недра, 1979.
- Исследование и разработка привода с канатной подвеской для сверхдлинноходовой глубинно-насосной установки. — Баку : Б. и., 1987.
- Монтаж, эксплуатация и ремонт оборудования фонтанных и нагнетательных скважин. — М.: Недра, 1989.

Авторские свидетельства
| Номер   | Изобретение                                                                                                 | Дата       |
| ------- | --- | ---------- |
| 381735  | Устройство для раздельной закачки воды в два пласта одной скважины                                          | 21.02.1973 |
| 353028  | Устройство для регулирования расхода воды установки для раздельной закачки воды в два пласта одной скважины | 28.06.1972 |
| 382809  | Глубиннонасосная установка для одновременной раздельной добычи нефти из двух пластов одной скважины         | 28.02.1973 |
| 350931  | Канатная подвеска глубиннонасосной установки                                                                | 07.06.1972 |
| 622968  | Газлифтный клапан                                                                                           | 15.05.1978 |
| 977716  | Скважинный клапан-отсекатель                                                                                | 03.08.1982 |
| 1082933 | Скважинный клапан-отсекатель                                                                                | 01.12.1983 |
| 962580  | Компенсатор двустороннего действия                                                                          | 01.06.1982 |
| 968336  | Клапан циркуляционный                                                                                       | 22.06.1982 |
| 973798  | Газлифтный клапан                                                                                           | 14.07.1982 |
| 313965  | Устройство для одновременнораздельной добычи нефти из двух пластов одной скважины                           | 11.06.1971 |
| 259769  | Станок-качалка                                                                                              | 13.10.1969 |
| 258983  | Перепускной клапан                                                                                          | 03.10.1969 |
| 247173  | Станок-качалка                                                                                              | 22.04.1969 |
| 174578  | Способ эксплуатации двух горизонтов в одной скважине                                                        | 14.07.1963 |
| 157308  | Гидравлический надувной пакер для разобщения пластов                                                        | 27.06.1963 |
| 136625  | Устройство для беструбной эксплуатации скважин глубинными насосами                                          | 23.01.1961 |
| 186921  | Фонтанная арматура нефтяных и газовых скважин                                                               | 20.07.1966 |
| 435470  | Устройство для измерения давления в трубопроводе                                                            | 14.03.1974 |
| 601391  | Устройство для освобождения и подъёма прихваченного в скважине инструмента                                  | 14.12.1977 |
| 447499  | Устройство для перекрытия колонны насосно-компрессорных труб                                                | 28.06.1974 |
| 1263803 | Устройство для бурения скважин                                                                              | 15.06.1986 |
| 415354  | Перепускной клапан                                                                                          | 18.10.1973 |
| 400694  | Станок-качалка                                                                                              | 06.07.1973 |
| 564440  | Плунжерный насос                                                                                            | 16.03.1977 |
| 794194  | Устройство для установки скважинного оборудования                                                           | 08.09.1980 |
| 1321915 | Привод длинноходового глубинного насоса                                                                     | 08.03.1987 |
| 313962  | Устройство для беструбной глубинно-насосной добычи нефти                                                    | 11.06.1971 |
| 325349  | Устройство для перекрытия колонны насосно-компрессорных труб                                                | 12.10.1971 |
| 340770  | Опора глубинного насоса                                                                                     | 07.03.1972 |
| 401969  | Регулятор расхода                                                                                           | 13.07.1973 |
| 439595  | Устройство для раздельной закачки жидкости в два или более пластов одной скважины                           | 19.04.1974 |
| 356400  | Предохранитель                                                                                              | 28.07.1972 |
| 375369  | Оборудование устья скважины с параллельной подвеской труб                                                   | 08.01.1973 |
| 325351  | Устройство для раздельной закачки воды в два пласта одной скважины                                          | 12.10.1971 |
| 441395  | Устройство для соединения плунжера глубинного насоса с колонной штанг                                       | 07.05.1974 |
| 1035197 | Скважинный клапан-отсекатель                                                                                | 15.04.1983 |
| 1290014 | Устройство для периодической добычи жидкости из скважины                                                    | 15.10.1986 |
| 1193292 | Скважинный штанговый насос                                                                                  | 22.07.1985 |
| 441398  | Глубиннонасосная установка для одновременной раздельной добычи нефти из двух пластов одной скважины         | 07.05.1974 |
| 670405  | Устройство для диффузионной сварки в вакууме                                                                | 07.03.1979 |
| 302465  | Устройство для зарядки газлифтного клапана                                                                  | 12.02.1971 |
| 661142  | Плунжерный насос                                                                                            | 15.01.1979 |
| 386126  | Устройство для регулирования объёмов закачиваемой жидкости в пласт                                          | 21.03.1973 |
| 519530  | Устройство для соединения плунжера глубинного насоса со штангами                                            | 05.03.1976 |

## Награды
- три бронзовые и две серебряные медали ВДНХ СССР
- Юбилейная медаль «За доблестный труд. В ознаменование 100-летия со дня рождения Владимира Ильича Ленина»
- Орден Трудового Красного Знамени
- Орден «Знак Почёта»
- Нагрудный знак «Изобретатель СССР»
- Почётный знак Азербайджанской ССР «Отличник социалистического соревнования „Минхимнефтемаш“»

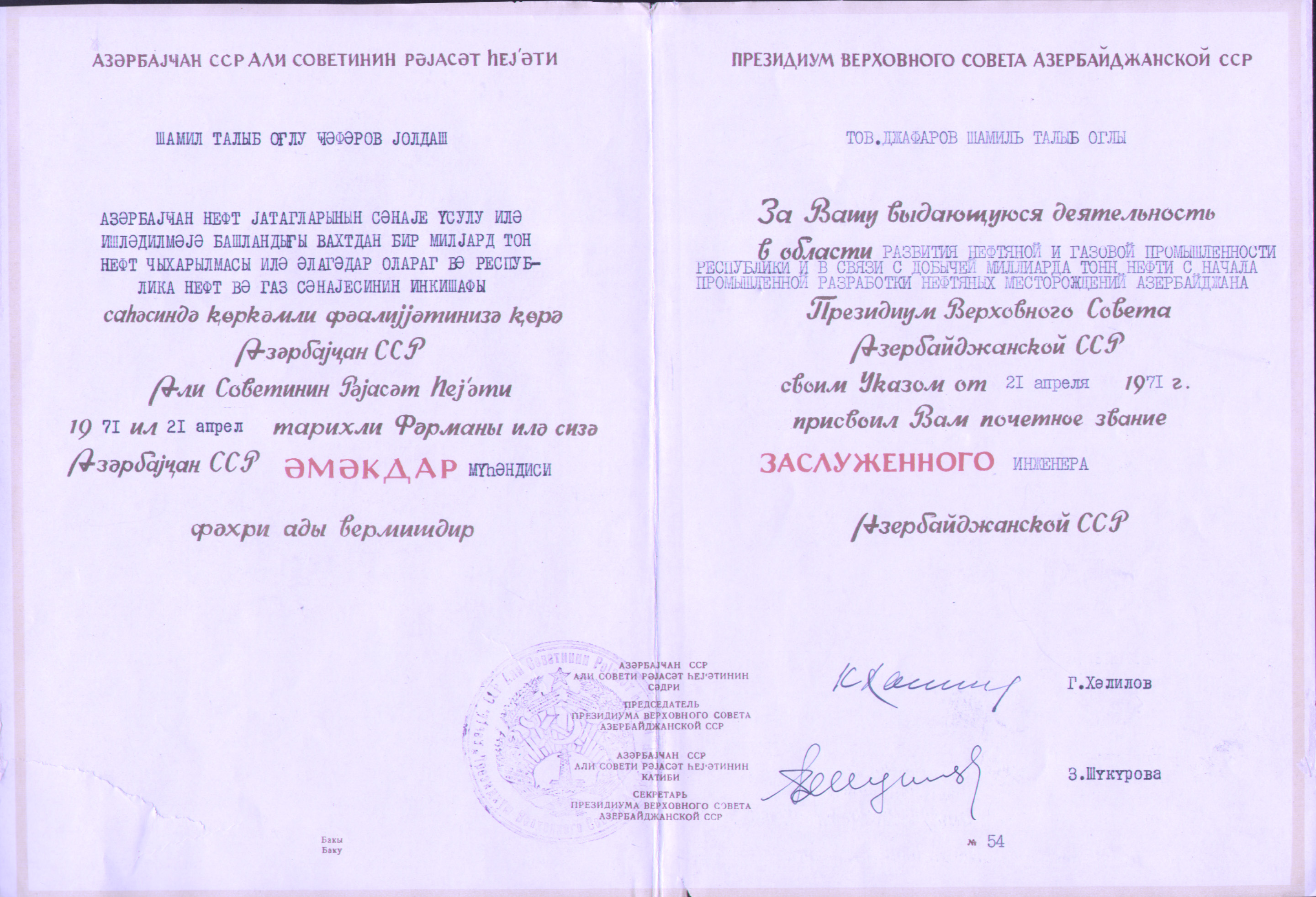
Грамота «Заслуженный инженер Азербайджанской ССР»

Почётные грамоты и дипломы
| Содержание | Дата       |
| --- | ---------- |
| За достигнутые высокие производственные показатели в работе Министерства химического и нефтяного машиностроения и Центральный Комитет профсоюза рабочих машиностроения                                                                                | 20.09.1966 |
| Грамота о присвоении почетного звания — За Вашу выдающуюся деятельность в области развития нефтяной и газовой промышленности Республики и в связи с добычей миллиарда тонн нефти с начала промышленной разработки нефтяных месторождений Азербайджана | 21.04.1971 |
| За большую творческую работу по воспитанию молодежи активными строителями коммунизма | 07.12.1972 |
| За активное участие в работе Республиканского научно-технического общества машиностроительной промышленности за 1976 год | 1976       |
| Диплом — тов. Джафаров Ш. Т. участник научно-технической выставки «Новаторство в Азербайджане» в гор. Будапеште Я(ВНР) 1978 г. | 1978       |
| За самоотверженный труд и выполнение пятилетнего задания к 110-й годовщине со дня рождения Владимира Ильича Ленина | 24.06.1980 |